# Copa de Sarre
La Copa de Sarre (en alemán: Saarlandpokal) es una de las 21 competiciones de fútbol regionales que conforman la Copa Asociación Alemana, en donde el campeón logra la clasificación a la Copa de Alemania.

## Historia
La copa fue creada en 1974 en la cual toman participación los equipos de Sarre, aunque en esta copa también participan los equipos que están cerca de la frontera con Renania-Palatinado. Anteriormente los equipos de Sarre participaban en la Copa Alemania del Suroeste junto a los equipos de Renania-Palatinado que se jugó entre 1964 y 1973 y que también era clasificatoria a la Copa de Alemania.

## Sistema de competición
Los equipos profesionales no tienen permitido participar en la copa, por lo que no pueden participar los equipos de la Bundesliga de Alemania ni de la 2. Bundesliga, aunque sí lo pueden hacer los equipos de la 3. Bundesliga en adelante, además de que los equipos filiales pueden participar en la copa pero no pueden clasificar a la Copa de Alemania desde la creación de la 3. Bundesliga en 2008.
Se juega bajo un formato de eliminación directa a partido único en la que el campeón obtiene la clasificación a la Copa de Alemania.

## Ediciones anteriores
| Temporada | Sede           | Campeón              | Finalista              | Resultado        | Asistencia |
| 1974–75   | Eppelborn      | SC Friedrichsthal    | SV Hasborn             | 4–3              | 2500       |
| 1975–76   | Friedrichsthal | VfB Theley           | FC Ensdorf             | 3–1 aet          | 800        |
| 1976–77   | Neunkirchen    | FC St.Wendel         | Saar 05 Saarbrücken    | 1–0              | 1000       |
| 1977–78   | Eppelborn      | Borussia Neunkirchen | Saar 05 Saarbrücken    | 5–1              | 200        |
| 1978–79   | Friedrichsthal | SV Auersmacher       | SV Elversberg          | 2–2 aet, 4–3 pen | 3500       |
| 1979–80   | Saarwellingen  | ASC Dudweiler        | FSV Hemmersdorf        | 7–2              | 1200       |
| 1980–81   | Burbach        | ASC Dudweiler        | SSV Überherrn          | 3–2 aet          | 1500       |
| 1981–82   | Saarwellingen  | FC Ensdorf           | SV Elversberg          | 1–0              | 1500       |
| 1982–83   | Neunkirchen    | FC Homburg           | 1. FC Saarbrücken      | 4–3              | 3000       |
| 1983–84   | Hülzweiler     | SV Mettlach          | ASC Dudweiler          | 5–4 aet          | 2000       |
| 1984–85   | Quierschied    | Borussia Neunkirchen | SV Auersmacher         | 6–0              | 1200       |
| 1985–86   | Quierschied    | Borussia Neunkirchen | FV Eppelborn           | 1–1 aet, 5–4 pen | 2000       |
| 1986–87   | Eppelborn      | FC St. Ingbert       | VfB Dillingen          | 2–1              | 750        |
| 1987–88   | Dillingen      | Saar 05 Saarbrücken  | SV Mettlach            | 4–0              | 2000       |
| 1988–89   | Neunkirchen    | Saar 05 Saarbrücken  | SV Röchling Völklingen | 3–2              | 600        |
| 1989–90   | Völklingen     | Borussia Neunkirchen | SV Ludweiler           | 6–0              | 1500       |
| 1990–91   | Dillingen      | SV Hasborn           | VfB Gisingen           | 3–1 aet          | 3000       |
| 1991–92   | Oberthal       | Borussia Neunkirchen | SV Hasborn             | 2–1              | 2500       |
| 1992–93   | Dillingen      | SV Mettlach          | SV Ludweiler           | 1–0              | 2000       |
| 1993–94   | Ensdorf        | SC Großrosseln       | FSV Saarwellingen      | 3–2              | 2200       |
| 1994–95   | Eppelborn      | SV Mettlach          | Borussia Neunkirchen   | 3–1 aet          | 2600       |
| 1995–96   | Rohrbach       | Borussia Neunkirchen | FC Homburg             | 2–1              | 3000       |
| 1996–97   | Dillingen      | 1. FC Saarbrücken    | Borussia Neunkirchen   | 3–1              | 4000       |
| 1997–98   | Völklingen     | 1. FC Saarbrücken    | FC Homburg             | 3–0              | 3200       |
| 1998–99   | Saarbrücken    | 1. FC Saarbrücken    | SC Halberg–Brebach     | 5–1              | 2000       |
| 1999–2000 | Dillingen      | 1. FC Saarbrücken    | SC Halberg–Brebach     | 5–3              | 1800       |
| 2000–01   | Elversberg     | FC Homburg           | Borussia Neunkirchen   | 4–2              | 3000       |
| 2001–02   | Hasborn        | 1. FC Saarbrücken II | FV Eppelborn           | 3–1              | 1500       |
| 2002–03   | Elversberg     | Borussia Neunkirchen | FC Homburg             | 1–0              | 5000       |
| 2003–04   | Neunkirchen    | 1. FC Saarbrücken    | SV Elversberg          | 3–1              | 4000       |
| 2004–05   | Schiffweiler   | FC Kutzhof           | 1. FC Saarbrücken II   | 4–4 aet, 7–6 pen | 1800       |
| 2005–06   | Großrosseln    | FC Homburg           | FC Kutzhof             | 3–1 aet          | 2000       |
| 2006–07   | Theley         | SV Hasborn           | FC Homburg             | 3–3 aet, 4–1 pen | 3500       |
| 2007–08   | Elversberg     | FC Homburg           | Borussia Neunkirchen   | 2–1 aet          | 3800       |
| 2008–09   | Bous           | SV Elversberg        | SC Reisbach            | 7–0              | 2500       |
| 2009–10   | St. Wendel     | SV Elversberg        | Borussia Neunkirchen   | 1–0              | 2500       |
| 2010–11   | Dillingen      | 1. FC Saarbrücken    | SV Mettlach            | 3–2              | 5400       |
| 2011–12   | Dillingen      | 1. FC Saarbrücken    | SV Rot–Weiß Hasborn    | 2–1              | 3800       |
| 2012–13   | Hasborn        | 1. FC Saarbrücken    | FC Hertha Wiesbach     | 4–0              | 3500       |
| 2013–14   | Völklingen     | FC 08 Homburg        | SV Elversberg          | 2–0              |            |
| 2014–15   | Rehlingen      | SV Elversberg        | FC 08 Homburg          | 2–1 aet          | 4000       |
| 2015–16   | Dillingen      | FC 08 Homburg        | SV Elversberg          | 1–0              |            |
| 2016–17   | Homburg        | 1. FC Saarbrücken    | SV Elversberg          | 3–2              |            |
| 2017–18   | Elversberg     | SV Elversberg        | 1. FC Saarbrücken      | 1–0              |            |
| 2018–19   | Elversberg     | 1. FC Saarbrücken    | SV Elversberg          | 2–1              | 6213       |
| 2019–20   | Elversberg     | SV Elversberg        | FC 08 Homburg          | 2–2 aet, 5–4 pen | 0          |

## Títulos por equipo
| Club                 | Títulos |
| 1. FC Saarbrücken    | 9       |
| Borussia Neunkirchen | 7       |
| FC Homburg           | 6       |
| SV Elversberg        | 5       |
| SV Mettlach          | 3       |
| SV Hasborn           | 2       |
| Saar 05 Saarbrücken  | 2       |
| ASC Dudweiler        | 2       |
| FC Kutzhof           | 1       |
| SC Großrosseln       | 1       |
| 1. FC Saarbrücken II | 1       |
| FC St. Ingbert       | 1       |
| FC Ensdorf           | 1       |
| SV Auersmacher       | 1       |
| FC St.Wendel         | 1       |
| VfB Theley           | 1       |
| SC Friedrichsthal    | 1       |